# Xu Yinsheng
Xu Yinsheng (chinesisch 徐寅生, Pinyin Xú Yínshēng, auch Hsu Yin-Sheng; * 12. Mai 1938 in Shanghai) ist ein ehemaliger chinesischer Tischtennisspieler. Er wurde viermal Weltmeister. Später war er Präsident des Weltverbandes ITTF.
2010 wurde er in die ITTF Hall of Fame aufgenommen.

## Jugend
Xu Yinsheng hat noch 10 ältere Geschwister. Während seiner Schulzeit kam er zum Tischtennissport, den er mit viel Fleiß und Ehrgeiz betrieb, bis er schließlich im Nationalteam eingesetzt wurde. In Shanghai studierte er am Institute of Physical Culture.

## Aktiver
Xu Yinsheng nahm viermal an Weltmeisterschaften teil. Dabei wurde er viermal Weltmeister. 1961, 1963 und 1965 holte er mit der Mannschaft den Titel. 1965 siegte er zusammen mit Zhuang Zedong Gold im Doppel, mit dem er 1963 bereits das Endspiel erreicht hatte. Bronze gewann er 1963 im Einzel und 1959 mit dem Team.
1965 stellte er in einer Veröffentlichung die These auf, dass die Einstellung (attitude) des Spielers den größten Einfluss auf seinen Erfolg hat. In den 1970er Jahren arbeitete er als Cheftrainer für den chinesischen Verband.

## Funktionär
1977 wurde Xu Yinsheng Präsident des chinesischen Tischtennisverbandes CITA. Dieses Amt hatte er bis Februar 2009 inne, dann wurde er von Cai Zhenhua abgelöst. Zwischendurch war er noch Präsident des asiatischen TT-Verbandes (Asian Table Tennis Union).
1988 förderte er erfolgreich die Versuche von Penholderspielern, den Schläger beidseitig zu benutzen, um der Rückhandschwäche beim Penholderspiel entgegenzuwirken.
In den 1990er Jahren übernahm er Aufgaben im Weltverband ITTF. Er wurde stellvertretender Präsident. Als im Oktober 1995 der amtierende ITTF-Präsident Sven-Olof Hammarlund plötzlich starb, übernahm Xu Yinsheng kommissarisch dessen Amt. Auf dem ITTF-Kongress 1997 wurde er für weitere zwei Jahre zum Präsidenten gewählt. Während seiner Amtszeit setzte er sich für die Einführung des 40mm-Balles ein. Heftig kritisiert wurden er und das gesamte ITTF-Präsidium, als er zu lange zögerte, die 1999 geplante Weltmeisterschaft in Belgrad rechtzeitig wegen des Kosovokrieges abzusagen.
1999 kandidierte er nicht mehr, sein Nachfolger wurde Adham Sharara.
2010 wurde er in die ITTF Hall of Fame aufgenommen.

## Turnierergebnisse
| Verband | Veranstaltung     | Jahr | Ort       | Land | Einzel        | Doppel        | Mixed        | Team |
| ------- | ----------------- | ---- | --------- | ---- | ------------- | ------------- | ------------ | ---- |
| CHN     | Weltmeisterschaft | 1965 | Ljubljana | YUG  | Viertelfinale | Gold          | keine Teiln. | 1    |
| CHN     | Weltmeisterschaft | 1963 | Prag      | TCH  | letzte 32     | Silber        | keine Teiln. | 1    |
| CHN     | Weltmeisterschaft | 1961 | Peking    | CHN  | Halbfinale    | Viertelfinale | letzte 32    | 1    |
| CHN     | Weltmeisterschaft | 1959 | Dortmund  | FRG  | letzte 16     | Viertelfinale | keine Teiln. | 3    |